# Пакт за стабилност југоисточне Европе
Пакт за стабилност југоисточне Европе (енгл. Stability Pact for South Eastern Europe) је била институација која је за циљ имала јачање мира, демократије, људских права и привреде земаља југоисточне Европе у периоду од 1999. до 2008. године. Замјењен је Регионалним савјетом за сарадњу (енгл. Regional Cooperation Council, RCC) у фебруару 2008. године. Савјет је основан јер је више у „регионалном власништву” за разлику од Пакта, који је био  више под вођством спољних партнера, као што је Европска унија.

## Чланство
- Чланови партнери:
  -  Албанија
  -  Босна и Херцеговина
  -  Бугарска
  -  Молдавија
  -  Северна Македонија
  -  Румунија
  -  Србија
  -  Хрватска
  -  Црна Гора
- Посматрачи:
  -  Украјина
- Спољни партнери:
  -  Јапан
  -  Норвешка
  -  Русија
  -  Сједињене Америчке Државе
  -  Турска
  -  Швајцарска
  -  Европска унија
  - Више међународних организација.